# يوحنا مستقي
يوحنا مستقي أو جون ميستيكوس (اليونانية: Ἰωάννης ὁ Μυστικός؛ ازدهر حوالي 924–946 م) كان مسؤولًا بيزنطيًّا شغل منصب رئيس وزراء (بارادايناستيون [الإنجليزية]) الإمبراطورية في أوائل عهد رومانوس الأول ليكابينوس. بعد الاشتباه في مخططاته للاستيلاء على العرش، عُزل وأُرسل إلى المنفى في دير. وفي نهاية المطاف، استعاد مكانه في البلاط، فقاد مهمة في الخارج لمدة ثلاث سنوات في ثلاثينيات القرن التاسع، ويبدو أنه استعاد مكانته العالية السابقة مع صعود قسطنطين السابع بورفيروجينيتوس إلى الحكم منفردًا في عام 945 م. وقد ورد ذكره آخر مرة على أنه ترأس سفارة إلى محمد بن طغج الإخشيد في عام 946 م.

## الحياة
لا يُعرف شيء عن أصله أو حياته المبكرة. يبدو أنه عُين بارادايناستيون [الإنجليزية] للإمبراطور رومانوس الأول ليكابينوس (حكم من عام 920 إلى عام 944) في وقت ما بين عامي 922 و924 م، بعد سقوط سلفه، يوحنا الرايكتور [الإنجليزية]، الذي وُجهت إليه اتهامات أمام الإمبراطور، مما أجبره على التخلي عن منصبه وارتداء لباس الراهب [الإنجليزية]. يظهر لأول مرة بهذه الصفة أثناء المفاوضات مع القيصر البلغاري سمعان في عام 924 م: كان جزءًا من السفارة، إلى جانب البطريرك نقولا الأول من القسطنطينية والبطريق ميخائيل ستيبيوتس، الذي أعاده الحاكم البلغاري إلى القسطنطينية، مطالبًا بالتفاوض مع رومانوس شخصيًا.

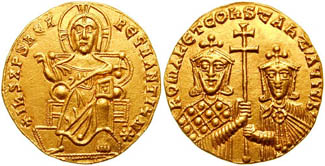
صوليدوس ذهبي لرومانوس الأول مع قسطنطين السابع

رُقي يوحنا إلى رتبة باتريكيوس كاي أنثيباتوس [الإنجليزية] في المحكمة العليا في 19 نيسان 924 أو 925 م، وهو ما قيل أنه تسبب في حسد العديد من رجال الحاشية تجاهه. وفقًا لستيفن رانسيمان، ربما كان الحدث مرتبطًا بصعود يوحنا إلى مكانة بارزة في شؤون الدولة، والتي كانت حتى ذلك الحين خاضعة لسيطرة البطريرك نقولا، الذي كانت صحته تتدهور الآن. على الرغم من أنه كان موضع ثقة وتقدير من الإمبراطور رومانوس الأول، إلا أنه في تشرين الأول 925 م، اتُهم أمام الإمبراطور بامتلاك مخططات للسيطرة على العرش، بمساعدة حميه، لوجوثيتس تو درومو [الإنجليزية] كوزماس. رفض رومانوس في البداية تصديق الاتهامات، لكن منافسيه تمكنوا من جمع أدلة كافية على أن يوحنا اضطر إلى الفرار إلى دير مونوكاستانون ليصبح راهبًا مع صديقه قسطنطين بوالياس، بينما قُبض على والد زوجته وجلده. خلفه الحاجب ثيوفانيس في منصب بارادايناستيون.
سُجلَت مسيرة يوحنا بعد ذلك جزئيًا في اثنتي عشرة رسالة متبادلة بين عامي 927/928 و945 م مع نيكيتاس ماجيستروس، وهو أيضًا مسؤول رفيع سابق كان قد أُهين. يخاطب نيكيتاس يوحنا باستمرار بلقب " الأب الروحي والمستقس [الإنجليزية]". ومن هذه الرسائل يتبين أن يوحنا عاد في نهاية المطاف إلى الخدمة الإمبراطورية، فترك الدير وعاد إلى البلاط الإمبراطوري كخادم إداري [الإنجليزية]. أرسله رومانوس الأول في مهمة لمدة ثلاث سنوات كمبعوث إلى "برابرة" غير محددين، وعاد في وقت ما بين عامي 938 و940 م. استخدم يوحنا رتبته المستعادة للضغط بنجاح لصالح نيكيتاس، مما ضمن له راتبًا سنويًا (روجا).
بعد سقوط رومانوس الأول واستعادة قسطنطين السابع (حكم من 913 إلى 959 م) السلطة الإمبراطورية الوحيدة في كانون الثاني 945، استعاد يوحنا على ما يبدو مكانته البارزة ونفوذه في البلاط، كما أشارت رسالة موجهة إليه من متروبوليت نيقية ألكسندر [الإنجليزية]، يطلب فيها تدخله لتأمين استدعائه من المنفى في شبه جزيرة القرم. وفقًا للمسعودي، في عام 946، عندما أرسل والي مصر والشام شبه المستقل، محمد بن طغج الإخشيدي، سفارة بقيادة أبي عمير عدي بن أحمد العدني من أجل ترتيب هدنة وتبادل الأسرى، قاد يوحنا السفارة البيزنطية إلى الإخشيدي ردًا على ذلك. وبهذه المناسبة، يصف المسعودي يوحنا بأنه أنثيباتوس وباتريكوس وميستيكوس وراهب. التقى يوحنا بالإخشيدي في دمشق قبل وقت قصير من وفاة الأخير في تموز 946 م. وأكمل أبو المسك كافور المفاوضات وعاد إلى مصر. ورافقه يوحنا إلى فلسطين مع العدني، حيث أعطاهم ثلاثين ألف دينار ذهبيًّا من أجل فداء الأسرى. ثم ركب يوحنا ونظيره العربي السفينة من طرسوس إلى القسطنطينية، حيث كانت تنتظرهم سفارة أرسلها الحاكم الجديد لشمال سوريا، سيف الدولة (حكم من عام 945 إلى عام 967) لمواصلة المفاوضات. تم التبادل في أيلول/تشرين الأول 946 م عند نهر لاموس في قيليقية، بحضور يوحنا والمعلم كوزماس. وفي هذه المناسبة أشاد المسعودي بسعة اطلاع يوحنا ومعرفته بالكتاب والفلاسفة اليونانيين والرومان القدماء. لا يوجد أي شيء آخر معروف عنه.